# Скрипник Ірина Леонідівна
Скрипник Ірина Леонідівна — український лікар, педагог — кандидат медичних наук, доцент кафедри ортодонтії та пропедевтики ортопедичної стоматології Національного медичного університету імені О. О. Богомольця, вчений — Заслужений лікар України. Громадський діяч — віце-президент ГО «Українська Асоціація Стоматологічної Освіти», віце-президент ГО «Асоціація Ортодонтів України», генеральний секретар ГО «Асоціація Стоматологів України». Голова науково-методичної комісії «стоматологія» НМР МОН України. Дійсний член професійних об'єднань ортодонтів «Європейське Ортодонтичне Товариство» (EOS) та «Всесвітня Асоціація Ортодонтів» (WFO). Засновник клініки авторської стоматології «Іріс-Дент».

## Біографія
Народилась 17 березня 1968 р. в м. Києві, Україна.

### Вища освіта
1985—1990 рр. Навчання на стоматологічному факультеті Київського медичного інституту імені О. О. Богомольця. Спеціальність «стоматологія», диплом «З відзнакою».
1990—1992 рр. Навчання в клінічній ординатурі на кафедрі пропедевтики ортопедичної стоматології та ортодонтії Українського державного медичного університету імені О. О. Богомольця.
1992—1996 рр. Навчання в очній аспірантурі на кафедрі пропедевтики ортопедичної стоматології та ортодонтії Українського державного медичного університету імені О. О. Богомольця.

### Робота
1997—2004 рр. Працювала на посаді асистента кафедри пропедевтики ортопедичної стоматології та ортодонтії Національного медичного університету імені О. О. Богомольця.
2004 — по теперішній час. Працює доцентом кафедри ортодонтії та пропедевтики ортопедичної стоматології Національного медичного університету імені О. О. Богомольця.
2012 — по теперішній час. Клініка авторської стоматології «ІРІС-ДЕНТ»

## Наукова діяльність
2001 р. Кандидат медичних наук: 14.01. 22 — «Стоматологія», захист дисертаційної роботи на тему «Порівняльна оцінка методів фіксації різноманітних облицювальних полімерів на каркасах суцільнолитих незнімних протезів», Національний медичний університет імені О. О. Богомольця.
2004 р. присвоєно вчене звання доцента.
2017 р. присвоєно почесне звання «Заслужений лікар України» за значний особистий внесок у розвиток вітчизняної системи охорони здоров'я, надання кваліфікованої медичної допомоги та високу професійну майстерність. Указ Президента України № 162/2017 від 15.06.2017, ПЗ № 014210.
2024 р. диплом магістра НМУ імені О. О. Богомольця про закінчення освітньої програми «Менеджмент в сфері охорони здоров'я» та здобуття кваліфікації магістр Управління та адміністрування, диплом  М24 № 005424 (з відзнакою).
Основні напрямки наукової діяльності: ортодонтія, гнатологія, додипломна та післядипломна освіта.
Науковий редактор фахового журналу «Сучасна ортодонтія» (Україна).
Google Scholar: Skrypnyk Iryna
ORCID: 0000-0002-3393-4649
Scopus / Author ID: 57222955818
Web of Science / Researcher ID: AAL-5286-2020
Бібліометрика української науки: Скрипник Ірина Леонідівна

## Міжнародна діяльність
Стажування за фахом «Стоматологія» в медичному Університеті Угорщини (Дебрицен, 1989), Австрія (Відень, 1999—2000), Великобританія (Лондон, 2008), Німеччина (Ерланген-Нюренберг, 2009), Франція (Париж, 2015).
Член Європейської Асоціації ортодонтів (EOS)
Член Всесвітньої Асоціації ортодонтів (WFO)
Виступає з доповідями в Україні та на міжнародній арені.

## Громадська діяльність
Член науково-методичної комісії 11 з охорони здоров‘я та соціального забезпечення МОН України — голова підкомісії 221 «стоматологія».
Член Вченої Ради стоматологічного факультету Національного медичного Університету імені О. О. Богомольця, член Медичної Ради стоматологічного факультету, член ЦМК (секретар) стоматологічних дисциплін.
Член Координаційної Ради Асоціації стоматологів України. Генеральний секретар Асоціації Стоматологів України.
Віцепрезидент Асоціації ортодонтів України.
Віцепрезидент Української Асоціації стоматологічної освіти.
Організатор і лектор Національних українських стоматологічних конгресів, з'їздів, конференцій, фахових шкіл. Ініціатор впровадження сучасних ефективних технологій лікування основних стоматологічних захворювань, спрямованих на збереження та підвищення рівня здоров'я ротової порожнини українців.
Разом з Асоціацією стоматологів України, Всеукраїнським лікарським товариством, Національною Лікарською Радою України, Українською медичною експертною спільнотою бере активну участь в реформування системи надання медичної та стоматологічної допомоги в Україні, у впровадженні лікарського самоврядування в Україні.

## Публікації
Кількість друкованих праць понад 300.
Співавтор національного підручника з ортодонтії (трьох видань — українського, російського та англійського).
Редактор книги «Механіка ортодонтичного лікування» Дж. Беннетта (2015 р., українське видання).
Співрозробник Уніфікованих клінічних протоколів надання медичної допомоги по розділу «стоматологія-ортодонтія», наказ МОЗ України № 438 від 17.07.2015

## Патенти
Автор та власник чисельних патентів на винахід та свідоцтв про реєстрацію авторського права на твір.

## Нагороди
Почесне звання «Заслужений лікар України» за значний особистий внесок у розвиток вітчизняної системи охорони здоров'я, надання кваліфікованої медичної допомоги та високу професійну майстерність. Указ Президента України № 162/2017 від 15.06.2017, ПЗ № 014210.